# Arena Barueri
A Arena Municipal Orlando Batista Noveli, mais conhecida como Arena Barueri (Arena Crefisa) é uma arena multiuso localizada na cidade de Barueri, Região Metropolitana de São Paulo. A arena pertence à Prefeitura Municipal de Barueri e teve como equipe mandante principal até 2022 o Oeste Barueri. Até 2017 foi a casa do Grêmio Barueri. 
A arena serve também como alternativa para os grandes clubes do estado de São Paulo, devido ao baixo custo do aluguel cobrado pela prefeitura local, pelo excelente estado do gramado e à proximidade com a cidade de São Paulo, capital. 
O local foi palco da primeira partida da final da Copa do Brasil de 2012 entre Palmeiras e Coritiba.
Atualmente, é a segunda casa da Sociedade Esportiva Palmeiras, pois seu patrocinador principal, a Crefisa, adquiriu os direitos do estádio pelos próximos 35 anos, começando em 2023.

## História
Em 1996, no bairro distrito Jardim Belval, foi inaugurado o então Estádio Dr. Orlando Batista Novelli, com capacidade para 5 mil pessoas. Na década de 2000, o clube da cidade na época, Grêmio Barueri, vinha se destacando cada vez mais nos campeonatos disputados e em 2006 conseguiu o acesso à Campeonato Paulista de Futebol Série A1 de 2007 e ao Campeonato Brasileiro Série B de 2007; com o sucesso do time local em ascensão, a prefeitura fez um projeto para o time e para a cidade: desativou e demoliu o antigo estádio para dar lugar à uma nova Arena. Inicialmente, o projeto era para 25 mil lugares, porém com o sonho da arena ser uma das sedes da Copa do Mundo FIFA de 2014, o projeto foi completamente reformulado, e a capacidade subiu para 35 mil lugares. 

### Inauguração
Em 26 de maio de 2007, foi inaugurada a primeira fase da arena, com capacidade para 16 419 pessoas, no jogo Barueri e Criciúma, partida válida pelo Campeonato Brasileiro Série B 2007. A última fase da construção da arquibancada, na qual a capacidade foi ampliada para 32 mil lugares, foi concluída em 2010, e inaugurada no dia 25 de setembro de 2010, teve o Santos como equipe mandante na partida disputada pela 25ª rodada do Campeonato Brasileiro 2010, jogo esse no qual o Santos goleou o Cruzeiro por 4 a 1. O clube foi convidado especial e teve todas as despesas pagas pela prefeitura de Barueri. A arena tem como próxima fase a construção da sua cobertura, até o presente momento apenas com as estruturas instaladas sem a cobertura fixada.

### Equipes mandantes
A arena teve como equipe mandante o Grêmio Barueri desde sua inauguração até a extinção do clube em 2017, com um intervalo de 1 ano quando o clube foi para Presidente Prudente. Conta também com o Sport Barueri, que é resultado da compra do Campinas Futebol Clube e sua transferência para o município de Barueri. Em 2017, devido à transferência do Oeste de Itápolis para a cidade, a Arena Barueri passou a abrigar também os jogos desta agremiação. Devido ao baixo custo de aluguel cobrado pela prefeitura, a Arena Barueri é também uma alternativa para os grandes clubes da capital. Clubes como São Paulo e Palmeiras utilizaram por diversas vezes a arena como mando de campo.  
A partir de novembro de 2023 o estádio passou a ter como mandante principal o Palmeiras após a Crefipar, empresa do grupo patrocinador do clube, vencer a concessão da Arena.

## Jogos históricos

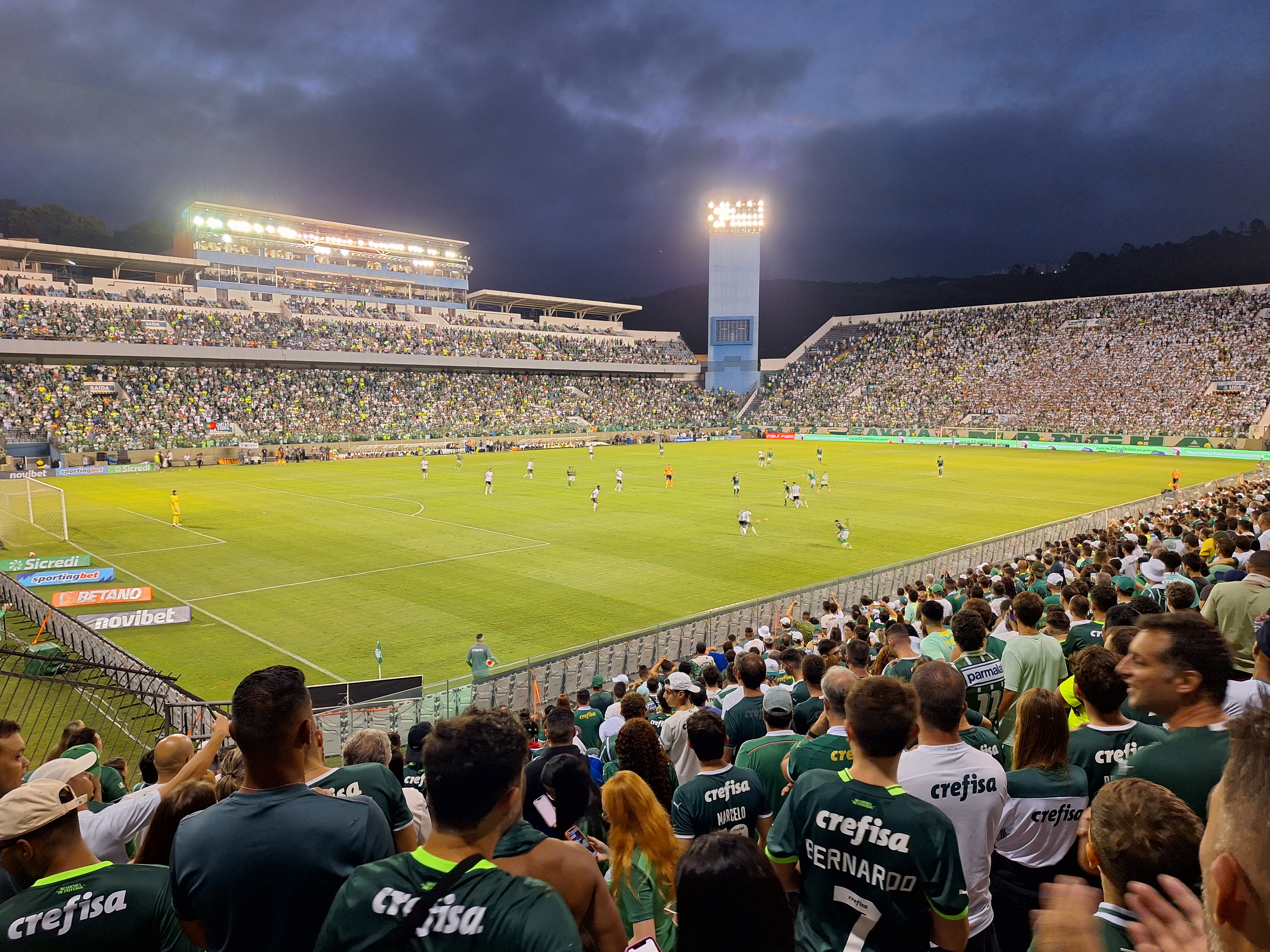
Clássico entre Palmeiras e Corinthians na Arena Barueri pelo Campeonato Paulista de 2024

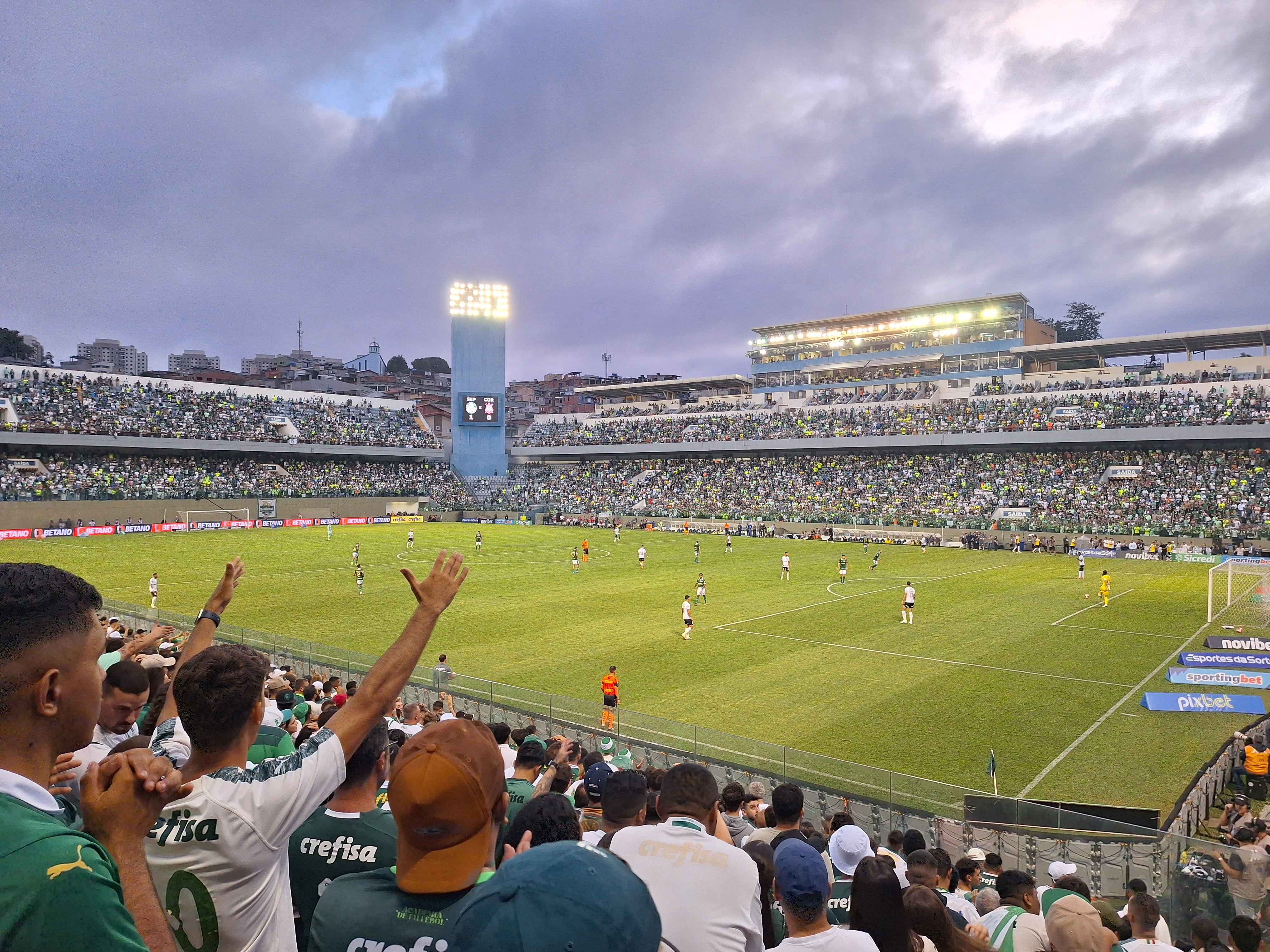
Derby Paulista realizado na Arena Barueri pelo Campeonato Paulista de 2024

- No dia 26 de maio de 2007, ocorreu a grande inauguração da Arena com jogo Grêmio Barueri versus Criciúma, quando a Arena tinha apenas 50% de suas arquibancadas prontas.
- No dia 14 de março de 2010, o Corinthians marcou o que foi considerado, na época, o gol de número 10 000 de sua história, com o atacante Dentinho, na partida em que venceu o Santo André por 2 a 1, pelo Campeonato Paulista de 2010.[13] Esse número acabou revisado em 2019, mudando, assim, o autor de tal feito.[14]
- No dia 25 de setembro de 2010, a Arena é finalmente terminada contando com a capacidade atual, e o jogo de "reinauguração" foi entre Santos e Cruzeiro.[15]
- No dia 27 de março de 2011, no clássico entre São Paulo x Corinthians, o goleiro são-paulino Rogério Ceni em cobrança de falta, marcou o seu gol de número 100 na carreira, se tornando o primeiro goleiro a atingir tal número na história do futebol mundial. Neste mesmo jogo o São Paulo venceu por 2 a 1 quebrando um tabu de 11 jogos sem vencer o rival.[16]
- Em 2012, o Palmeiras teve a Arena Barueri como sua "casa" para os jogos decisivos da Copa do Brasil e alguns do Brasileirão.[17]
- No dia 5 de julho de 2012, o jogo válido pela Copa do Brasil entre Palmeiras e Coritiba, foi um marco na história da arena, pois além de ser a primeira grande decisão no estádio, ainda marcou a quebra de recorde de público, foram 28 557 pessoas.[5]
- No dia 23 de abril de 2022, foi realizado o primeiro Derby Paulista da história da Arena, em jogo válido pelo Brasileirão; o jogo terminou 3 a 0 para o Palmeiras, com gols de Gustavo Gómez, Rony e Dudu.
- No dia 18 de fevereiro de 2024, Palmeiras e Corinthians voltaram a se enfrentar na Arena Barueri, num dos jogos mais  emocionantes da história do confronto. A partida válida pelo Campeonato Paulista de 2024 bateu o recorde histórico de público do estádio, com 29 647 pessoas,[18] e as equipes empataram por 2 a 2, após uma série de episódios com grande volume de emoção e reviravoltas.[19]

## Infraestrutura

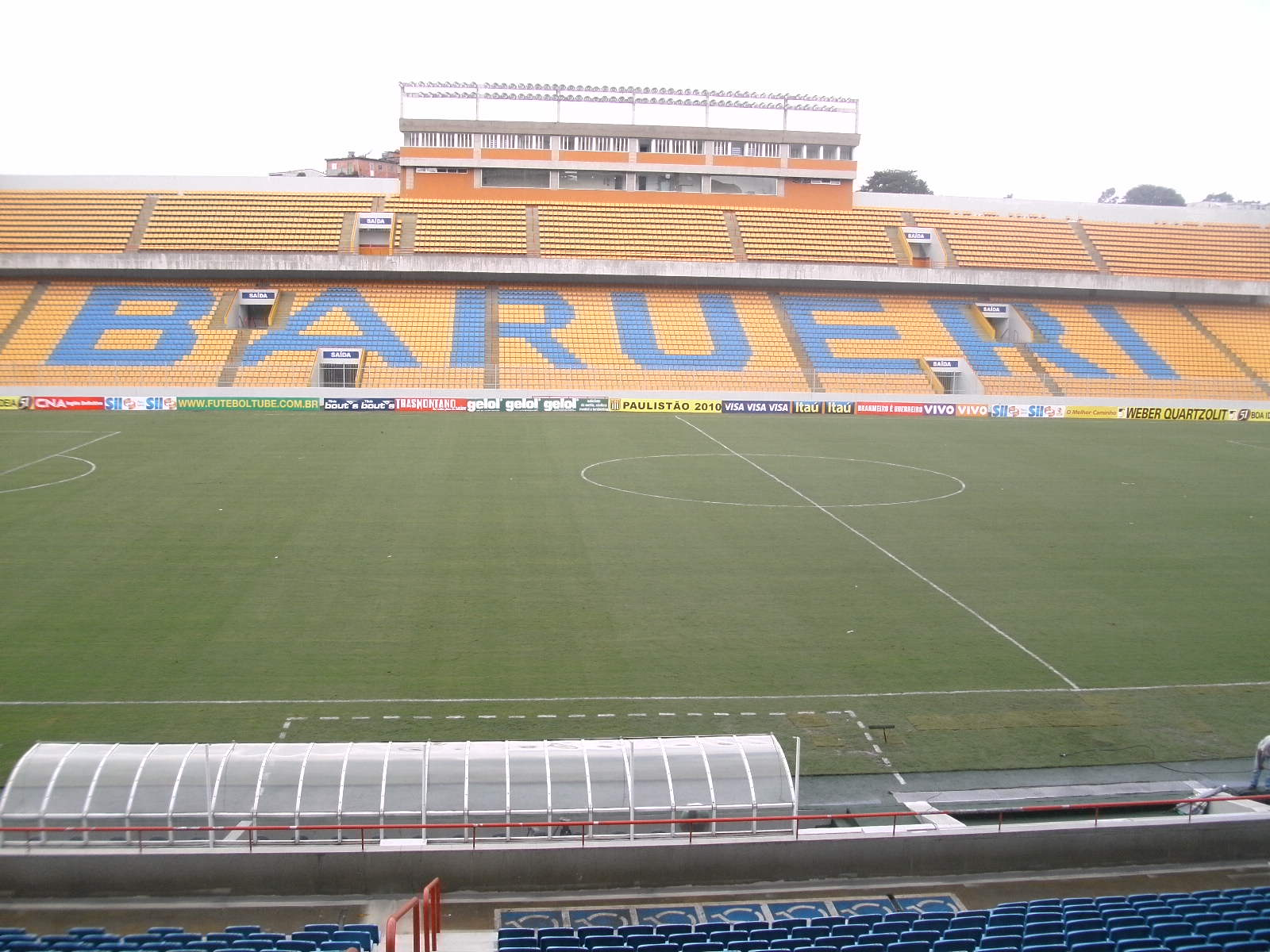
Interior da Arena Barueri

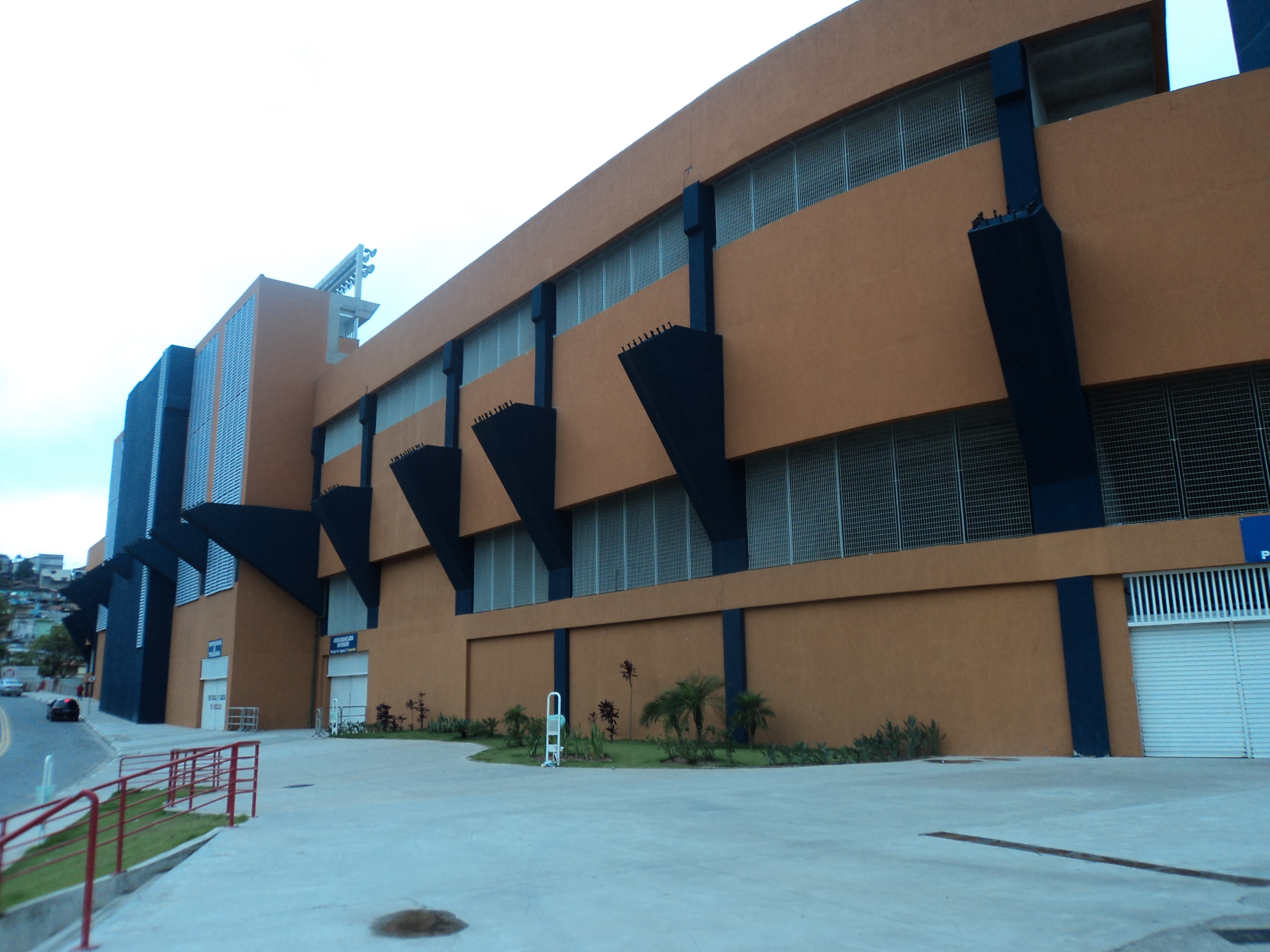
Lateral externa da Arena Barueri

A Arena Barueri segue os conceitos mais modernos, ao que se refere à construção de arenas multiuso, contando com um estacionamento privativo coberto para 300 veículos e estacionamento descoberto para 400 veículos, total acessibilidade para deficientes, 4 elevadores, um dos quais exclusivo para a imprensa.São ao todo 36 camarotes com 420 assentos, todos com TVs, serviços de bar e lanchonete, banheiros higienizados permanentes e tribuna de honra. A imprensa especializada encontra toda a comodidade para a execução do trabalho de transmissão das partidas de futebol na Arena Barueri. São 24 cabines de rádio e 13 de televisão, todas climatizadas.
Desde a sua inauguração, não há alambrado entre os setores inferiores e o campo. Nunca havia ocorrido nenhum tipo de incidente, nem mesmo durante os grandes clássicos do futebol paulista, até que durante a semifinal da Copa São Paulo de Futebol Júnior de 2022, ocorrida na noite de 22 de janeiro de 2022, entre São Paulo e Palmeiras, torcedores organizados do São Paulo invadiram o gramado da Arena, um deles com uma pequena faca em mãos, partindo em direção aos jovens atletas do Palmeiras, sendo impedido em seguida pelos próprios jovens jogadores do São Paulo e em seguida pela PM e segurança especializada da partida. Ao mesmo tempo e durante em um outro momento da partida garrafas pet, chinelos e pedaços das cadeiras também foram arremessados no gramado em direção aos jogadores do Palmeiras e a um dos árbitros auxiliares. As ocorrências foram relatadas em sumula oficial da Federação Paulista de Futebol . 
Os outros poucos incidentes na história do local aconteceram do lado de fora da arena, entre a Polícia e torcidas organizadas.
No dia 20 de outubro de 2010, durante a partida entre Palmeiras e Universitario de Sucre pela Copa Sulamericana, um dos refletores principais da Arena Barueri apagou e demonstrou problemas elétricos. A partida ficou paralisada por 30 minutos. Esse acontecimento marcou negativamente a história do estádio pela primeira vez, que até a data só havia recebido elogios da imprensa.

## Maiores públicos
Esses são os dez maiores públicos da Arena Barueri:
| Nº | Público[i] | Mandante   | Placar | Visitante     | Data       | Competição                    | Renda          | Ref /  |
| -- | ---------- | ---------- | ------ | ------------- | ---------- | ----------------------------- | -------------- | ------ |
| 1  | 29.709     | Palmeiras  | 1–0    | São Paulo     | 11/05/2025 | Campeonato Brasileiro de 2025 | R$990.708,00   | [ 25 ] |
| 2  | 29.647     | Palmeiras  | 2–2    | Corinthians   | 18/02/2024 | Campeonato Paulista de 2024   | R$1.557.484,00 | [ 26 ] |
| 3  | 28.557     | Palmeiras  | 2–0    | Coritiba      | 05/07/2012 | Copa do Brasil de 2012        | R$1.874.214,00 |        |
| 4  | 26.255     | Palmeiras  | 1–1    | Grêmio        | 21/06/2012 | Copa do Brasil de 2012        | R$1.086.242,00 |        |
| 5  | 25.797     | Santos     | 0–0    | Ceará         | 21/05/2022 | Campeonato Brasileiro de 2022 | R$1.038.325,00 | [ 27 ] |
| 6  | 24.470     | São Paulo  | 0–0    | Internacional | 12/10/2011 | Campeonato Brasileiro de 2011 | R$529.051,00   |        |
| 7  | 23.973     | Palmeiras  | 3–0    | Corinthians   | 23/04/2022 | Campeonato Brasileiro de 2022 | R$908.427,73   | [ 28 ] |
| 8  | 22.896     | Água Santa | 2–1    | Palmeiras     | 02/04/2023 | Campeonato Paulista de 2023   | R$2.180.550,00 | [ 29 ] |
| 9  | 21.056     | São Paulo  | 2–0    | Santa Cruz    | 06/04/2011 | Copa do Brasil de 2011        | R$483.265,00   |        |
| 10 | 19.358     | Palmeiras  | 3–0    | Internacional | 11/11/2023 | Campeonato Brasileiro de 2023 | R$921.143,00   | [ 30 ] |

- i. ^ Considera-se apenas o público pagante

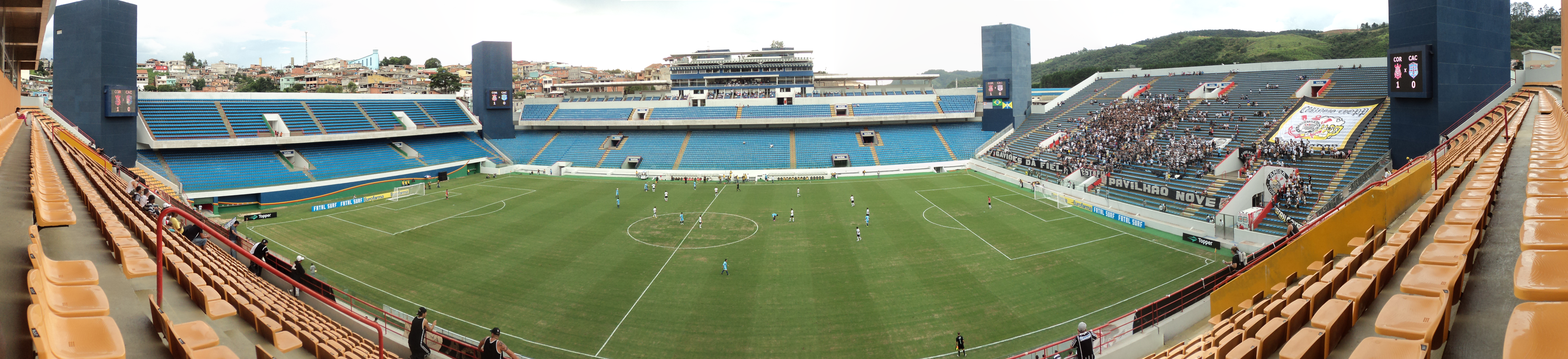
Visão panorâmica da Arena Barueri.